# Rubanier à gros fruits
Sparganium eurycarpum
Espèce
Classification APG III (2009)
Statut de conservation UICN

 LC  : Préoccupation mineure
Le Rubanier à gros fruits (Sparganium eurycarpum) est une espèce de plantes herbacées récemment déplacée dans la famille des Typhaceae (et anciennement classée dans celle des Sparganiaceae).